# Worms Forts : État de siège
Pour les articles homonymes, voir État de siège (homonymie).
Worms Forts : État de siège (Worms Forts Under Siege) est un jeu vidéo de stratégie appartenant à la série Worms. Il se joue en tour par tour et son univers est réalisé en 3 dimensions. Il est édité par Sega.
Il s'agit du deuxième épisode de la série Worms à être réalisé intégralement en 3D. Succédant à Worms 3D, il a néanmoins été réalisé par une équipe de développement différente.

## Système de jeu
Worms Forts est, tout comme Worms Blast, un opus de la série qui marque une dissension importante quant aux principes de jeu de Worms. Les nouveautés majeures apportées par cet opus semblent ne pas s'être perpétrés dans les épisodes suivants, comme le montre l'exemple de Worms 4 : Mayhem, quoiqu'on puisse reconnaître dans ce dernier épisode une légère influence des nouveaux mécanismes stratégiques expérimentés par Worms Forts.
La réalisation de Worms Forts est similaire à celle de Worms 3D, épurée des bugs les plus gênants. Worms Forts innove principalement dans le principe des forts que cet opus apporte.

### Gestion des forts
En effet, les vers ne sont plus ici que des acteurs de second plan face aux forts. Chaque équipe commence avec une forteresse et avec un stock de bâtiments que le joueur peut construire, à raison de un par tour, en plus de l'utilisation d'une arme, sur les cases d'un quadrillage invisible qui sont adjacentes à un bâtiment construit précédemment. Les bâtiments, comme les vers, disposent ici d'un total de points de vie qui diminue à mesure qu'ils reçoivent des tirs. Une fois ce total réduit à zéro, le bâtiment concerné explose. Tout bâtiment qui n'est plus relié à la forteresse principale explose également. Il n'est plus possible pour un joueur donné, pendant quelques tours, de construire sur une case où un de ses bâtiments vient d'être détruit. Si la forteresse d'un joueur est détruite, celui-ci perd, ce qui fixe une condition supplémentaire de défaite en plus de la perte de tous ses vers. Est également gagnant tout joueur qui parvient à construire une merveille, bâtiment du rang le plus élevé, et qui réussit à la garder debout pendant suffisamment de tours.
Ce système de bâtiments implique l'apparition de caisses contenant des bâtiments, mais implique également un système de cases contrôlées par les joueurs. Toute case sur laquelle un bâtiment appartenant à un joueur est debout est contrôlée par le joueur. Contrôler une case n'a d'intérêt que si elle est marquée d'une étoile (lieu de victoire), car le total de lieux de victoires contrôlés intervient dans la construction de bâtiments. En effet, la plupart des bâtiments ne peut être construit que si le joueur voulant les ériger contrôle suffisamment de lieux de victoires. Ainsi la tour requiet 1 lieu de victoire (placé au-dessus de la forteresse), le donjon et l'hôpital 2 lieux de victoires, le château et l'usine d'armes 3 lieux de victoires, la citadelle et le laboratoire 4 lieux de victoires puis la merveille requiet 5 lieux de victoires.
Les bâtiments ont deux fonctions distinctes, et il se crée donc deux catégories de bâtiments. La première catégorie comprend les bâtiments n'ayant aucun pouvoir particulier. Leur construction ne sert qu'à l'utilisation d'armes, en effet, plus une arme est puissante, plus un bâtiment de rang élevé est requise pour son utilisation. En effet, seules les armes les moins efficaces (qui, quoique susceptibles d'endommager les vers, sont inefficaces contre les bâtiments), peuvent être utilisées par un ver seul. Les autres doivent être utilisées par le ver placé sur le toit d'un bâtiment de rang suffisant. Ainsi, la possession de bâtiments imposants placés stratégiquement devient nécessaire pour infliger un maximum de dégâts, et leur destruction devient donc un enjeu.
La seconde catégorie concerne les bâtiments utilitaires. Moins résistants, ils ne permettent pas d'utiliser d'armes mais offrent à l'équipe un bonus d'ordre général : génération de caisses, résurrection de vers et dommages accrus. La merveille est le dernier de ces bâtiments.

### L'arsenal
Worms Forts possède une bonne trentaine d'armes en tout, dont beaucoup de nouveautés. Certaines armes de Worms Armageddon et Worms World Party, ayant disparu dans Worms 3D, comme le mini-canon ou l'Armageddon, sont de retour dans cet opus. D'autres sont des armes mythiques ayant une apparence différente (exemple la bombe à fragmentation est devenue le lanceur de fragments). On notera surtout le nombre élevé d'armes dites "vivantes" (fruits, animaux...)
Dans cet opus il y a aussi des utilitaires, comme dans d'autres Worms.
 class="wikitable" width="100%"
 Armes, bâtiments et utilitaires du jeu
| Armes à utiliser depuis…    | Armes à utiliser depuis… | Armes à utiliser depuis…                                                                                                   | Armes à utiliser depuis… | Armes à utiliser depuis… | Armes à utiliser depuis… |
| Type d'arme                 | …le sol | …une tour | …un donjon | …un château | …une citadelle |
| --------------------------- | --- | --- | --- | --- | --- |
| Armes de base               | Bazooka : s'utilise comme le bazooka des autres opus. Cependant, par rapport aux autres Worms, il a perdu de l'intérêt car il est peu puissant contre un bâtiment. | Mortier : arme envoyant un évêque explosif.                                                                                | Onagre de siège : se lance comme un bazooka, avec cependant trois projectiles et un incendie.                                                                                                | Pigeon voyageur : encore une arme rescapée des anciens opus. Le pigeon voyageur n'a pas changé d'utilité. Mais il fait énormément de dégâts (surtout sur les bâtiments). | Lance-roquettes : arme en forme d'orgue tirant cinq projectiles. |
| Grenades                    | grenade : issue des anciens opus comme le bazooka, elle a aussi perdu de l'intérêt ici.                                                                            | Bombe à fragmentation : à la fin du compte à rebours, la grenade explose en envoyant des fruits explosifs comme fragments. | Chili Con Carnage : grenade à fragmentation qui, après s'être immobilisée, explose en empêchant de construire dans les environs.                                                             | Lance-frigo : lance un frigo comme grenade ; très nombreux dégâts. | Trébuchet : Envoie un élan comme grenade ; cette arme rebondit énormément. |
| Attaque aériennes           | attaque aérienne : un avion qui jette des missiles autour de la cible.                                                                                             | Raid au napalm : comme l'attaque aérienne, mais déclenche un incendie qu'un worm ne peut traverser.                        | Raid de mines : avion larguant cinq mines. | Pluie animale : cinq animaux, que l'on peut faire exploser, sont largués là où on veut.                                                                                  | Âne de Troie : un âne est lâché sur un bâtiment ennemi, qui explose au bout d'une durée indéfinie en provoquant d'importants dégâts.                                                                                 |
| Objets dirigeables          | Canari : arme dirigeable qui explose au bout de trente seconde si on ne l'a pas fait avant.                                                                        | Vieille femme : évolution du canari, en plus puissant.                                                                     | Rhinocéros : arme s'utilisant comme le canari, bien que plus rapide, plus lourd, plus puissant, et plus destructeur.                                                                         | Super hippopotame : un hippopotame avec une fusée dans le dos à envoyer au crash chez les ennemis.                                                                       | Troupe de singes : un grand nombre de singes sont envoyés ; ils explosent au bout de trente seconde ou avant s'ils en reçoivent l'ordre.                                                                             |
| Armes divines               | Tempête électrique : un worm prie auprès du Dieu des Worms, qui envoie une tempête larguant des ordures électroménageres sur des bâtiments au hasard.              | Tremblement de terre (ou séisme) : fait trembler la terre, en infligeant des dommages aux bâtiments et aux worms.          | Inondation : après une prière, le Dieu des Worms accepte de faire monter puis redescendre le niveau des eaux. Sans effet sur les bâtiments, cette arme tue tous les vers trop près de l'eau. | Frappe nucléaire : empoisonne tout le monde sur le terrain sauf son équipe.                                                                                              | Armageddon : Arme extrêmement puissante, elle demande au Dieu des Worms de déclencher une pluie de météorites, aléatoires. Une météorite peut détruire seule la forteresse de l'équipe du lanceur, dans la détruire. |
| Armes « directes »          | Coup de poing de feu (ou Punch). | Baliste : nouvel habillage du fusil à pompe des anciennes éditions.                                                        | Mini-gun : canon tirant des hamsters, avec un important effet de recul. | Arbalète géante : arbalète lançant trois grandes flèches pouvant transpercer un bâtiment.                                                                                | Laser géant : un laser qui troue les bâtiments en ligne droite. |
| Bâtiments                   | | | | | |
| Plate-formes pour les armes | Forteresse : bâtiment père d'une équipe, une équipe ne protégeant pas la sienne meurt.                                                                             | Tour : faible bâtiment facile à construire.                                                                                | Donjon : bâtiments généralement construit en second. | Château : imposant bâtiment, souvent construit en troisième. | Citadelle : énorme bâtiment, construit normalement en dernier. |
| Bâtiments spéciaux          | Hôpital : permet d'utiliser l'utilitaire de régénération de ver (cf. infra).                                                                                       | Usine : des caisses contenant des armes apparaissent autour. N'importe qui peut les prendre.                               | Laboratoire : augmente la puissance des armes. | Merveille : offrande au Dieu des Worms qui, si ce faible bâtiment reste debout deux tours durant, est suffisamment satisfait pour détruire tous les ennemis.             | |
| Utilitaires                 | | | | | |
| Utilitaires courants        | Jetpack : pour voler sur de longues distances. | Parachute : pour atterrir en douceur.                                                                                      | Régénération de ver : ressuscite un ver mort. Nécessite un hôpital. | Réparation de bâtiment : répare un bâtiment. | Poutre : pour grimper. |
| Utilitaires rares           | Sélection de ver : pour changer de ver. | Cryogénisation : protège l'équipe pour un tour.                                                                            | Suicide : détruit le ver. | Passer le tour. | Capitulation |

## Accueil
Ce jeu, malgré les dimensions nouvelles qu'il intègre, a été vivement critiqué pour sa distance par rapport aux autres opus, mais surtout pour des défauts critiques au niveau du gameplay : parties trop longues (une demi-heure voire plus) armes imprécises, etc. Cela explique qu'il n'a rencontré qu'un succès modéré, et qu'il est, comme Worms Blast, resté un opus de second plan.